# Schizoprymnus grandis
Schizoprymnus grandis är en stekelart som beskrevs av Telenga 1941. Schizoprymnus grandis ingår i släktet Schizoprymnus och familjen bracksteklar. Inga underarter finns listade i Catalogue of Life.